# Женский султанат

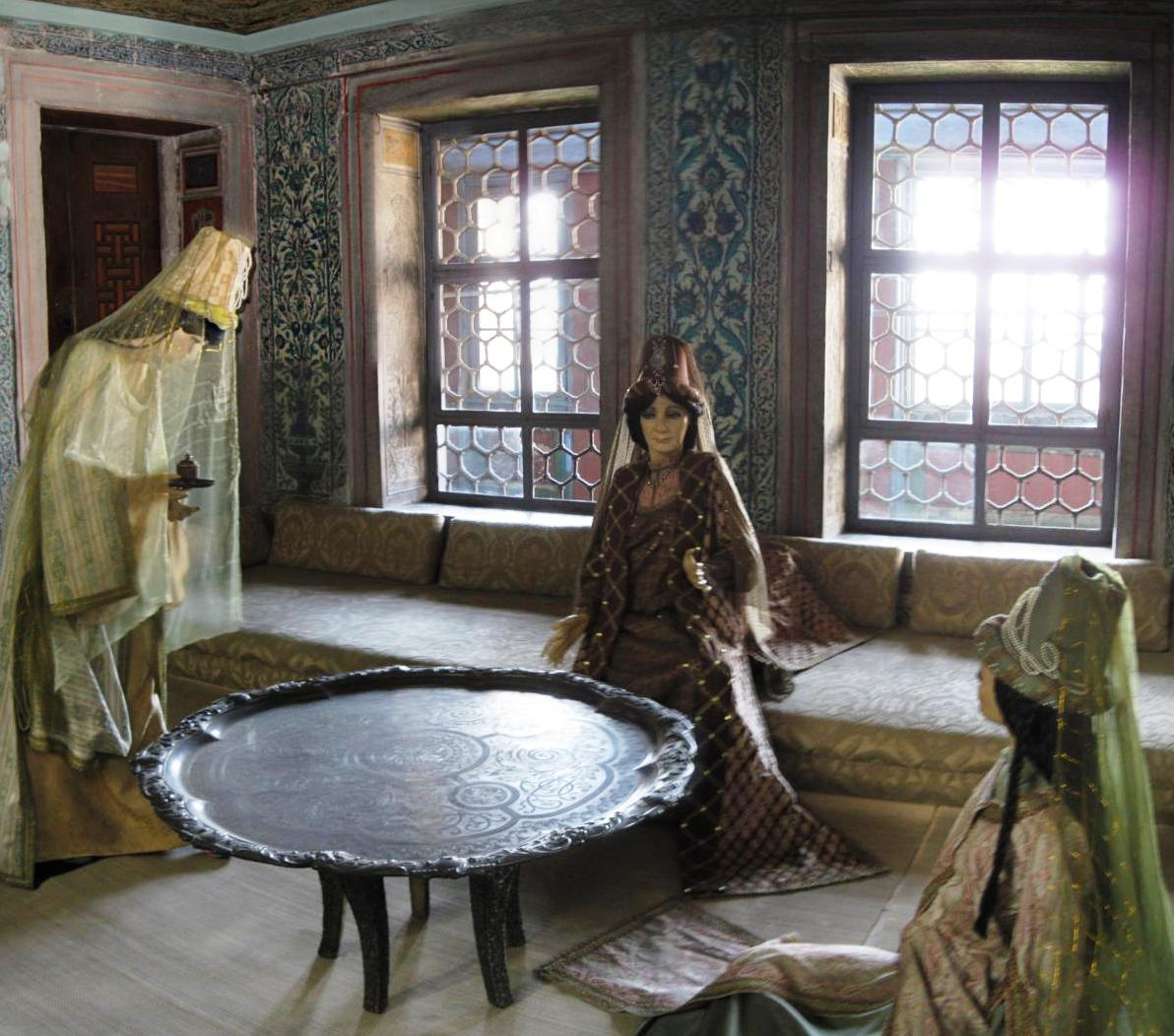
Апартаменты Валиде-Султан, Топкапы, март 2008

Женский султанат, или султанат женщин (тур. Kadınlar saltanatı, осман. قادينلر سلطنتي‎), — период в истории Османской империи, когда женщины оказывали большое влияние на государственные дела. Началом женского султаната принято считать 1550 год, а окончанием — 1656 год.

## Происхождение и концепция термина
Термин «женский султанат» ввёл турецкий историк Ахмет Рефик Алтынай в 1916 году в своей книге с одноимённым названием, в которой он рассматривал женский султанат как причину упадка Османской империи.
Лесли Пирс также рассматривает женский султанат с этой точки зрения, однако указывает на ряд предубеждений. Причиной этих предубеждений была негативная мысль, что женщина не может стоять во главе исламского государства. Пирс пишет, что шейх-уль-ислам Джафер Мустафа Сунуллах-эфенди в 1599 году жаловался на вмешательство женщин в политические дела. С тех пор период после окончания правления Сулеймана Великолепного (период застоя и следующий за ним период упадка) считается негативным последствием именно правления женщин. Однако Лесли Пирс отмечает, что после окончания женского султаната в 1656 году упадок империи вовсе не замедлился, а даже наоборот ускорился. Лесли Пирс, Ильбер Ортайлы и ряд других историков связывают поражение в Венской битве в 1683 году, произошедшее после окончания султаната женщин, с упадком Османской империи. Что же касается самого женского султаната, то он скорее явился следствием, нежели причиной упадка. Управление империей требовало от султана длительного пребывания в столице: эра завоеваний Кануни была близка к завершению уже во второй половине его правления, поскольку границы Османского государства достигли Священной Римской империи, Русского царства и Персии, равноудалённых от Стамбула. Армия, вышедшая в начале лета в поход, всё равно оставалась на расстоянии, невозможном для совершения захвата. Походы стали невыгодны в финансовом плане.
Сегодня термин «женский султанат» в основном используется для обозначения периода, в котором женщины были к власти гораздо ближе, чем в любой другой период османской истории. Так или иначе османские женщины имели несоизмеримо меньше власти и были дальше от абсолютизма, чем европейские женщины того времени (например, Екатерина II или Елизавета I).

## История
В Османской империи, в отличие от других монархий, женщины не допускались к управлению страной. К тому же в период после Мехмеда II, который был официально женат на девушке из семьи Дулкадиридов, султаны официальному браку предпочитали жён-наложниц. Делалось это, вероятно, для того, чтобы не допустить излишнего влияния на султана.
Сулейман Кануни отменил это правило, когда сделал своей законной женой Хюррем-султан. На смену Хюррем пришли две хасеки, ставшие впоследствии валиде: сначала Нурбану, а затем Сафие (которая не была официальной женой), оказывавшие большое влияние сначала на мужей (Селим II и Мурад III), а затем и на сыновей (Мурад III и Мехмед III). Считается также, что Михримах-султан тоже оказывала влияние на брата. Пика своей власти султанат женщин достиг при правлении Кёсем-султан, ставшей валиде сразу при двух султанах — Мураде IV и Ибрагиме I, а также после смерти Ибрагима влиявшей на внука. Этот период окончился убийством Кёсем; на смену ей пришла мать Мехмеда IV Турхан-султан, пробывшая валиде 35 лет. Именно по инициативе Турхан в 1656 году на пост великого визиря был назначен Мехмед Кёпрюлю: это назначение и стало концом женского султаната.
Прекращение правления женщин в Османской империи вовсе не означает и прекращение их влияния на управление. Как и ранее валиде продолжали заниматься благотворительностью. Кроме влияния на политику они занимались строительством мечетей, школ, больниц; также они имели большие доходы, которыми распоряжались самостоятельно. Ярким примером тому служат две последних валиде: Безмиалем-султан и Пертевниял-султан. Однако по сравнению с периодом султаната женщин (особенно с периодом правления Кёсем) их влияние на внутреннюю и внешнюю политику было весьма незначительным.

## Представительницы

### Хюррем
Женщиной, заложившей основы женского султаната, считается Хюррем-султан. Впервые за несколько веков султан женился на своей наложнице. В 1534 году умерла валиде Хафса-султан. Ещё до этого, в 1533 году, вместе с сыном Мустафой, который достиг совершеннолетия, в Манису отправилась давняя соперница Хюррем — Махидевран-султан. В марте 1536 года великий визирь Паргалы Ибрагим-паша, ранее опиравшийся на поддержку Хафсы, был казнён по приказу султана Сулеймана, а его имущество конфисковано. Смерть валиде и казнь великого визиря открыли Хюррем дорогу для укрепления собственной власти.
Султан Сулейман, проводивший большую часть времени в походах, информацию о ситуации во дворце получал исключительно от Хюррем. Сулейман, ранее опиравшийся на переписку с матерью, сделал своим политическим советником Хюррем. Кроме того Хюррем-султан принимала иностранных послов, отвечала на письма иностранных правителей, влиятельных вельмож и художников. По её инициативе в Стамбуле построено несколько мечетей, баня и медресе.
Одним из последствий влияния Хюррем на султана считается казнь Мустафы в 1553 году. Таким образом, Хюррем добилась власти не только для себя, но и для своего сына Селима. Однако до восшествия сына на престол она не дожила. Скончалась 15 апреля 1558 года.

### Нурбану
Нурбану была первой валиде-султан периода султаната женщин, однако считается, что она вообще была первой женщиной за всю историю Османской империи, официально получившей титул валиде. Она начала своё возвышение ещё при жизни мужа. Селим в самой Османской Империи получил прозвище «Пьяница», из-за своего увлечения потреблением вина, однако пьяницей в прямом смысле слова не был. И всё же государственными делами занимался Соколлу Мехмед-паша, который попал под влияние Нурбану. Роль Нурбану возросла, когда на престол взошёл её сын Мурад III. Он мало занимался государственными делами, предпочитая гаремные наслаждения. При нём большую роль в политике стали играть женщины из султанского гарема, в частности сама Нурбану и его наложница Сафие. Возглавляемые ими придворные группировки плели интриги друг против друга, а также против многих высших сановников, часто добиваясь их смещения и казни. При Мураде III значительно увеличилась коррупция, стали нормой взяточничество и кумовство. Умерла Нурбану-султан в 1583 году. Стала первой султаншей Османской империи, которая была похоронена рядом с султаном.

### Сафие
Влияние Сафие резко возросло после смерти Нурбану. Авторитет Сафие был велик, в отчёте за 1590 год венецианец Джованни Моро писал: «она имеет власть как мать принца, иногда она вмешивается во внутренние дела государства, она очень уважаема в этом, его высочество к ней прислушивается и считает её рассудительной и мудрой».
Ко времени правления Мурада то, что ещё два поколения назад было вызывающим нарушением традиций, стало органичной частью жизни двора. За этот период сложился новый династический институт, в котором одну из решающих ролей в государстве играла мать старшего сына султана и наследника престола. Сафие играла роль, сравнимую с ролью королев в европейских государствах, и даже рассматривалась европейцами в качестве королевы. В 1595 году Мурад III скончался, его место занял сын Сафие Мехмед III. Сафие как валиде-султан имела огромную власть и огромное влияние на сына.
После Сафие одна за другой шли три валиде (Хандан-султан, Халиме-султан и Махфируз Хадидже-султан), не сыгравшие большой роли в истории, поскольку пребывали в должности регента короткий срок (по 2 года каждая).

### Кёсем
Кёсем не была первой фавориткой султана, как не была она и матерью его старшего сына. В 1604 году у Ахмеда родился сын Осман. Его матерью была гречанка Махфируз Хадидже-султан, не имевшая большого влияния, даже будучи валиде при Османе. Кёсем имела множество детей от султана, что и позволило ей достичь такой высоты при дворе. Абсолютно точно её сыновьями были султаны Мурад IV и Ибрагим I, а также шехзаде Касым, а дочерьми — Айше, Фатма и Ханзаде. Вероятно, её детьми были также Сулейман и Гевхерхан. Кёсем выдала своих дочерей за влиятельных государственных деятелей, которые пользовались её поддержкой и фактически составляли её партию.
Посол Кристофор Вальер в 1616 году писал о Кёсем: «Она может делать всё с королём, что ей заблагорассудится, и полностью владеет его сердцем, ей никогда ни в чём нет отказа». Посол Контрарини, тем не менее, отмечал, что она «с великой мудростью сдерживает себя от того, чтобы говорить [с султаном] слишком часто о важных вопросах и государственных делах». Подобная осмотрительность была направлена на то, чтобы не лишиться благоволения султана, который не собирался зависеть от женщин.
Во время правления Ахмеда Кёсем не имела особого влияния в политической сфере. После смерти султана в 1617 году на трон посадили его брата Мустафу I, который вопреки традициям османского двора не был убит в тот момент, когда его старший брат взошёл на престол. Подобный факт объясняют тем, что Мустафа был умственно отсталым или, по крайней мере, страдал расстройством психики, а также заботой о судьбе династии (когда Ахмед стал султаном, у него ещё не было детей, а значит его смерть грозила прервать династию). Согласно некоторым данным (происходящим, как обычно, от венецианских послов), Мустафу от смерти спасла Кёсем, которая надеялась тем самым спасти и своих детей от весьма вероятного убийства.
Кёсем была отправлена в старый дворец. Уже в следующем году Мустафа был смещён, хотя и не был убит. Султаном стал 14-летний сын Ахмеда Осман, в целом успешное правление которого прервалось в 1622 году, когда в результате мятежа янычар он был схвачен и убит. Султаном снова стал Мустафа, хотя он и заявлял о нежелании править.
В следующем году в результате очередного государственного переворота на престоле оказался Мурад. Так как подозрение в организации переворота и пролитии крови султана пало на Кёсем, ей пришлось оправдываться перед судьями. Будучи матерью нового падишаха, Кёсем возвысилась до ранга валиде и переехала из старого дворца в дворец Топкапы. Мурад IV стал султаном в возрасте всего одиннадцати лет, в связи с чем до 1632 года фактически вся власть была в руках у Кёсем и её партии. Сама Кёсем официально носила титул регента.
После смерти не имевшего детей Мурада IV в 1640 году ему наследовал единственный из доживших до этого времени братьев — Ибрагим. В первые годы его правления власть снова находилась в руках Кёсем. В дальнейшем отношения между матерью и сыном испортились. После очередного устроенного янычарами переворота и убийства Ибрагима в 1648 году роль Кёсем снова возросла — на трон был посажен Мехмед, сын Ибрагима от одной из жён — Турхан-султан. Первые годы правления Мехмеда ознаменовались бесконечными интригами на фоне противостояния Кёсем и Турхан. В 1651 году Кёсем была убита, в её смерти часто обвиняют Турхан.

### Турхан
Турхан является последней валиде периода султаната женщин. Ибрагим умер, когда его старшему сыну было всего 6,5 лет. С правлением Мехмеда Турхан должна была получить титул валиде. Однако из-за своей молодости и неопытности Турхан не стала валиде, а её место заняла Кёсем. Вместе с восстановлением титула валиде Кёсем получила и титул регента при малолетнем султане. Но Турхан оказалась слишком честолюбивой женщиной, чтобы потерять такую высокую должность без борьбы. В ночь на 2 сентября 1651 года Кёсем была задушена в своих же покоях, в её смерти часто обвиняют Турхан. Со смертью своей конкурентки Турхан стала валиде. Как регент, она руководила огромной Османской империей до совершеннолетия своего сына. Именно по её инициативе великим визирем стал Кёпрюлю Мехмед-паша.
Турхан была большим «строителем» империи. Её первый проект начался в 1658 году. Турхан построила две крепости вблизи входа в Дарданеллы. Этот проект поставил Турхан на ту же ступень, что и Мехмеда Завоевателя и других султанов, которые построили крепости в том же самом районе. Однако наибольшего признания Турхан добилась, достроив в Стамбуле Новую Мечеть. Строительство этой мечети начала Сафие-султан. После завершения строительства в 1665 г. комплекс, в который входила не только мечеть, но и школа, общественные бани, рынок и кладбище, получил славу первой Имперской мечети, построенной женщиной.

## Причины окончания женского султаната
После свержения Мехмеда IV на трон взошёл его брат Сулейман II. Он и последующие султаны оказывались на троне уже в зрелом возрасте. Таким образом, необходимость в валиде-регенте отпала сама собой. К тому же к моменту восшествия сына на престол валиде были либо мертвы, либо находились в преклонном возрасте, не позволявшем им вмешиваться в дела государства. Влияние и значимость валиде ослабли.
К тому же с возвышением Кёпрюлю ведение большинства дел было передано великому визирю и другим сановникам. На смену женскому султанату пришла эра семейства Кёпрюлю.

## Оценка влияния
Основания для нелюбви к правящим женщинам были не беспочвенны. Бывшие когда-то рабынями и возвысившиеся до статуса валиде женщины-регенты зачастую не были готовы вести политические дела. В их обязанности входило назначение на важные государственные должности, такие как должность великого визиря и главы янычар. Полагаясь на своих приближённых, султанши часто делали ошибки. В султанате процветало кумовство. Женщины основывали выбор протеже не на их способностях или преданности династии, а на этнической лояльности. Другой причиной послужила частая смена великих визирей. Продолжительность их пребывания на посту в начале XVII века составляла в среднем чуть больше года. И как следствие в управлении империей возникла политическая раздробленность и хаотичность.
С другой стороны, женское правление имело и свои положительные стороны. Оно позволило сохранить имевшийся монархический порядок, основывавшийся на принадлежности к одной династии всех султанов. Личные недостатки или некомпетентность султанов (таких как душевнобольной Мустафа I, жестокий Мурад IV и полубезумный и расточительный Ибрагим I) компенсировались силой их женщин или матерей. Женский султанат ослабил власть султана, сделал её более кооперативной и бюрократичной.